# Xətai
Xətai – jedna ze stacji metra w Baku na linii 2. Została otwarta 28 lutego 1968. 
Stacja została otwarta w dniu 28 lutego 1968 roku pod nazwą Şaumyan. 11 maya 1990 roku została przemianowana na Xətai.